# Nîjnie Solotvîno, Ujhorod
Nîjnie Solotvîno (în ucraineană Нижнє Солотвино) este un sat în comuna Hlîboke din raionul Ujhorod, regiunea Transcarpatia, Ucraina.

## Demografie
Componența lingvistică a localității Nîjnie Solotvîno
     Ucraineană (97,49%)
     Alte limbi (2,28%)
Conform recensământului din 2001, majoritatea populației localității Nîjnie Solotvîno era vorbitoare de ucraineană (97,49%), existând în minoritate și vorbitori de alte limbi.